# Кайсар
«Кайсар» (каз. Қайсар Футбол Клубы) — казахстанський футбольний клуб з міста Кизилорда. Домашній стадіон - Стадіон імені Гані Муратбаєва.

## Назви
- 1968 — «Хвиля»
- 1968—1973 — «Автомобіліст»
- 1974—1978 — «Орбіта»
- 1979—1989 — «Меліоратор»
- 1990—1995 — «Кайсар»
- 1996—1997 — «Кайсар-Мунай»
- 1997—2000 — «Кайсар-Hurricane»
- 2001—... — «Кайсар»

## Досягнення
- Володар Кубка Казахстану: 1999, 2019
- Фіналіст Кубка Казахстану: 1998

## Відомі гравці
- Віталій Березовський
- Владислав Нехтій
- Олександр Папуш
- Роман Пахолюк
- Іван Перич